# Liste von Burgen, Schlössern und Festungen im Département Manche
Die Liste von Burgen, Schlössern und Festungen im Département Manche listet bestehende und abgegangene Anlagen im Département Manche auf. Das Département zählt zur Region Normandie in Frankreich.

Wappen des Départements Manche (50)
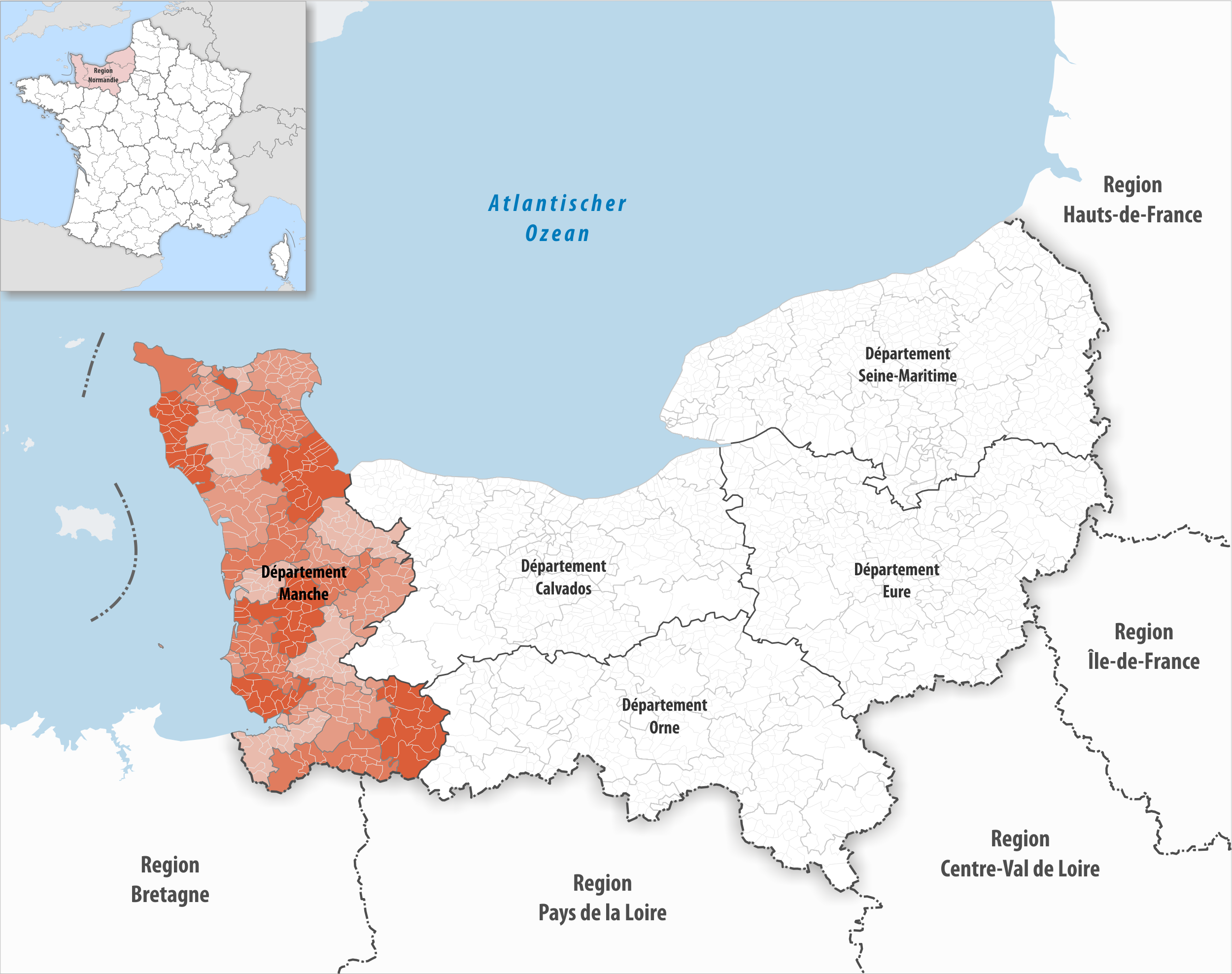
Lage des Départements Manche in der Region Normandie
Lage der Region Normandie in Frankreich

## Liste
Bestand am 23. Dezember 2022: 264
| Name deu / fra                                                           | Gemeinde / Lage                                    | Typ (Untertyp)          | Bemerkungen | Bild |
| ------------------------------------------------------------------------ | -------------------------------------------------- | ----------------------- | --- | ---- |
| Herrenhaus L’Abbaye Manoir de l'Abbaye                                   | Sainte-Geneviève 49,65694° N, 1,31333° W           | Schloss (Herrenhaus)    | |      |
| Schloss Amfreville Château d'Amfreville                                  | Amfreville 49,41528° N, 1,38417° W                 | Schloss                 | |      |
| Schloss L’Angotière Château de l'Angotière                               | Domjean 49° N, 1,05694° W                          | Schloss                 | |      |
| Herrenhaus Anneville Maison d'Anneville                                  | Anneville-en-Saire 49,63361° N, 1,28861° W         | Schloss (Herrenhaus)    | |      |
| Herrenhaus Argences Manoir d'Argences                                    | Saussey                                            | Schloss (Herrenhaus)    | |      |
| Herrenhaus Artilly Manoir d'Artilly                                      | Beuzeville-au-Plain 49,4275° N, 1,28944° W         | Schloss (Herrenhaus)    | |      |
| Herrenhaus Arville Manoir d'Arville                                      | Sainte-Geneviève 49,66583° N, 1,30306° W           | Schloss (Herrenhaus)    | |      |
| Schloss Auberville Château d'Auberville                                  | Joganville 49,4725° N, 1,35722° W                  | Schloss (Herrenhaus)    | |      |
| Fort Audouville Redoute d'Audouville                                     | Sainte-Marie-du-Mont                               | Burg (Fort)             | |      |
| Schloss Aumeville Château d'Aumeville                                    | Aumeville-Lestre 49,54° N, 1,31917° W              | Schloss                 | |      |
| Schloss Auvers Château d'Auvers                                          | Auvers 49,3° N, 1,3222° W                          | Schloss                 | |      |
| Burg Avranches Château d'Avranches                                       | Avranches 48,687441° N, 1,361164° W                | Burg                    | Ruine |      |
| Herrenhaus La Barguignerie Manoir de la Barguignerie                     | Saint-Christophe-du-Foc 49,5556° N, 1,74111° W     | Schloss (Herrenhaus)    | |      |
| Herrenhaus Barneville Manoir de Barneville                               | Barneville-Carteret                                | Schloss (Herrenhaus)    | |      |
| Festes Haus La Baronnie Maison forte de La Baronnie                      | Colomby 49,46694° N, 1,4889° W                     | Burg (Festes Haus)      | |      |
| Herrenhaus Barville Manoir de Barville                                   | Le Mesnil-au-Val 49,59889° N, 1,52583° W           | Schloss (Herrenhaus)    | |      |
| Herrenhaus Le Bas-Manoir Le Bas-Manoir                                   | Fierville-les-Mines 49,39333° N, 1,65722° W        | Schloss (Herrenhaus)    | |      |
| Herrenhaus La Basfeuille Manoir de La Basfeuille                         | Yvetot-Bocage                                      | Schloss (Herrenhaus)    | |      |
| Herrenhaus Basmaresq Manoir de Basmaresq                                 | Périers 49,195° N, 1,41° W                         | Schloss (Herrenhaus)    | |      |
| Turm La Bastille La Bastille                                             | Beuzeville-la-Bastille 49,35889° N, 1,3694° W      | Burg (Turm)             | Ruine |      |
| Schloss Beaulieu Château de Beaulieu                                     | Saint-Sauveur-le-Vicomte                           | Schloss                 | |      |
| Palais Beaumont Hôtel de Beaumont                                        | Valognes                                           | Schloss (Stadtpalais)   | |      |
| Schloss Le Bel Esnault Château du Bel Esnault                            | Saint-Côme-du-Mont 49,33333° N, 1,25444° W         | Schloss                 | |      |
| Herrenhaus Belaunay Manoir de Belaunay                                   | Tamerville 49,53444° N, 1,44611° W                 | Schloss (Herrenhaus)    | |      |
| Schloss Bellanville Château de Bellanville (Maison de Cosqueville)       | Cosqueville 49,68306° N, 1,41722° W                | Schloss                 | |      |
| Schloss Bernaville Château de Bernaville                                 | Picauville 49,38944° N, 1,40444° W                 | Schloss                 | |      |
| Herrenhaus Blainville Manoir de Blainville                               | Sainte-Marie-du-Mont                               | Schloss (Herrenhaus)    | |      |
| Schloss La Boissaie La Boissaie                                          | Saint-Martin-d’Audouville 49,53111° N, 1,37444° W  | Schloss (Herrenhaus)    | |      |
| Herrenhaus Bosdel Manoir de Bosdel                                       | Saint-Lô 49,1083° N, 1,11139° W                    | Schloss (Herrenhaus)    | |      |
| Schloss Boucéel Château de Boucéel                                       | Saint-James 48,56583° N, 1,36583° W                | Schloss                 | |      |
| Schloss La Boulaye Château de la Boulaye                                 | Cerisy-la-Forêt 49,1775° N, 0,93667° W             | Schloss                 | |      |
| Schloss Boutron Boutron                                                  | Brillevast                                         | Schloss (Herrenhaus)    | |      |
| Herrenhaus Bouttemont Manoir de Bouttemont                               | Saint-Nicolas-de-Pierrepont 49,32667° N, 1,5861° W | Schloss (Herrenhaus)    | |      |
| Herrenhaus Brecourt Manoir de Brecourt                                   | Sainte-Marie-du-Mont                               | Schloss (Herrenhaus)    | |      |
| Herrenhaus Les Bréholles Manoir des Bréholles                            | Saint-Sauveur-le-Vicomte 49,36056° N, 1,5306° W    | Schloss (Herrenhaus)    | |      |
| Schloss La Bretonnière Château de la Bretonnière                         | Golleville 49,4361° N, 1,50194° W                  | Schloss                 | |      |
| Herrenhaus Le Breuil Manoir du Breuil                                    | Colomby 49,455° N, 1,49694° W                      | Schloss (Herrenhaus)    | |      |
| Burg Bricquebec Château de Bricquebec                                    | Bricquebec 49,47056° N, 1,6325° W                  | Burg                    | Ruine |      |
| Herrenhaus Bricqueboscq Manoir de Bricqueboscq                           | Vesly 49,23167° N, 1,48444° W                      | Schloss (Herrenhaus)    | |      |
| Herrenhaus Brion Manoir de Brion                                         | Dragey-Ronthon 48,69639° N, 1,49333° W             | Schloss (Herrenhaus)    | |      |
| Schloss Briquehoulle Briquehoulle                                        | Colomby 49,45028° N, 1,47167° W                    | Schloss (Herrenhaus)    | |      |
| Schloss La Brisette Château de la Brisette                               | Saint-Germain-de-Tournebut 49,53833° N, 1,40944° W | Schloss                 | |      |
| Burg Brix Château de Brix (Château d’Adam)                               | Brix 49,54611° N, 1,57694° W                       | Burg                    | Wenige Reste |      |
| Herrenhaus Le Broc Manoir du Broc                                        | Gatteville-le-Phare 49,67361° N, 1,30389° W        | Schloss (Herrenhaus)    | |      |
| Herrenhaus Les Broches Manoir des Broches                                | La Bonneville 49,39833° N, 1,45306° W              | Schloss (Herrenhaus)    | |      |
| Herrenhaus Brucheville Manoir de Brucheville                             | Brucheville 49,37278° N, 1,23083° W                | Schloss (Herrenhaus)    | |      |
| Herrenhaus Bunehout Manoir de Bunehout                                   | Saint-Germain-le-Gaillard 49,48083° N, 1,76694° W  | Schloss (Herrenhaus)    | |      |
| Herrenhaus Le But Manoir du But                                          | Saint-Germain-le-Gaillard 49,5025° N, 1,79917° W   | Schloss (Herrenhaus)    | |      |
| Herrenhaus Caillemont Manoir de Caillemont                               | Saint-Georges-de-la-Rivière                        | Schloss (Herrenhaus)    | |      |
| Schloss La Chaize Château de la Chaize                                   | Les Loges-Marchis 48,54056° N, 1,06083° W          | Schloss                 | |      |
| Herrenhaus Camprond Manoir de Camprond                                   | Gorges 49,2525° N, 1,41444° W                      | Schloss (Herrenhaus)    | |      |
| Schloss Canisy Château de Canisy                                         | Canisy 49,07917° N, 1,17083° W                     | Schloss                 | |      |
| Herrenhaus Cantepie Manoir de Cantepie                                   | Les Veys 49,30694° N, 1,16222° W                   | Schloss (Herrenhaus)    | |      |
| Schloss Carantilly Château de Carantilly                                 | Carantilly 49,06611° N, 1,24278° W                 | Schloss                 | |      |
| Festes Haus Carnanville Maison forte de Carnanville                      | Crasville 49,55222° N, 1,33083° W                  | Burg (Festes Haus)      | |      |
| Herrenhaus Carnet Manoir de Carnet                                       | Saint-James                                        | Schloss (Herrenhaus)    | |      |
| Schloss Carneville Château de Carneville                                 | Carneville 49,66056° N, 1,4444° W                  | Schloss                 | |      |
| Schloss Le Câtelet Le Câtelet                                            | Beuzeville-la-Bastille 49,35889° N, 1,36° W        | Schloss                 | |      |
| Schloss Cerisy-la-Salle Château de Cerisy-la-Salle                       | Cerisy-la-Salle 49,02194° N, 1,28861° W            | Schloss                 | |      |
| Herrenhaus La Champagne Manoir de la Champagne                           | Millières 49,17139° N, 1,45889° W                  | Schloss (Herrenhaus)    | |      |
| Schloss Chanteloup Château de Chanteloup                                 | Chanteloup 48,89333° N, 1,48528° W                 | Schloss                 | |      |
| Schloss Chantore Château de Chantore                                     | Bacilly                                            | Schloss                 | |      |
| Burg Charuel Château de Charuel                                          | Sacey 48,50389° N, 1,45889° W                      | Burg                    | Ruine |      |
| Schloss Le Châtel Le Châtel                                              | Thèreval                                           | Schloss                 | |      |
| Schloss Chaulieu Château de Chaulieu                                     | Chaulieu 48,75778° N, 0,85806° W                   | Schloss                 | |      |
| Burg Cherbourg Château de Cherbourg                                      | Cherbourg-en-Cotentin                              | Burg (Stadtbefestigung) | Weitgehend abgerissen |      |
| Schloss La Chesnée Château de la Chesnée                                 | Rauville-la-Bigot 49,50806° N, 1,6825° W           | Schloss                 | |      |
| Schloss Chiffrevast Château de Chiffrevast                               | Tamerville 49,53694° N, 1,48333° W                 | Schloss                 | |      |
| Schloss Chimay Château de Chimay                                         | Barneville-Carteret 49,36583° N, 1,76778° W        | Schloss                 | |      |
| Herrenhaus Cléville Manoir de Cléville                                   | Le Rozel 49,48361° N, 1,81833° W                   | Schloss (Herrenhaus)    | |      |
| Schloss Coigny Château de Coigny                                         | Coigny 49,32083° N, 1,38472° W                     | Schloss                 | |      |
| Herrenhaus La Coquerie Manoir de la Coquerie                             | Querqueville 49,66° N, 1,695° W                    | Schloss (Herrenhaus)    | |      |
| Herrenhaus La Cour Manoir de la Cour                                     | Boutteville 49,39083° N, 1,26222° W                | Schloss (Herrenhaus)    | |      |
| Herrenhaus La Cour d’Audouville Manoir de la Cour d'Audouville           | Audouville-la-Hubert 49,40917° N, 1,2389° W        | Schloss (Herrenhaus)    | |      |
| Herrenhaus La Cour Manoir de la Cour                                     | Éroudeville 49,4667° N, 1,39056° W                 | Schloss (Herrenhaus)    | |      |
| Schloss La Cour Château de la Cour                                       | Étienville 49,37472° N, 1,43444° W                 | Schloss                 | |      |
| Schloss La Cour Manoir de la Cour                                        | Flottemanville 49,4725° N, 1,44194° W              | Schloss (Herrenhaus)    | |      |
| Schloss La Cour Manoir de la Cour                                        | Gonfreville 49,24° N, 1,39278° W                   | Schloss (Herrenhaus)    | |      |
| Schloss La Cour Château de la Cour                                       | La Haye-Bellefond                                  | Schloss                 | |      |
| Herrenhaus La Cour Manoir de La Cour                                     | Lestre 49,5225° N, 1,31° W                         | Schloss (Herrenhaus)    | |      |
| Schloss La Cour Manoir de la Cour                                        | Magneville 49,43917° N, 1,55222° W                 | Schloss (Herrenhaus)    | |      |
| Schloss La Cour Château de La Cour                                       | Octeville-l’Avenel 49,54333° N, 1,34944° W         | Schloss                 | |      |
| Herrenhaus La Cour Manoir de la Cour                                     | Reigneville-Bocage 49,40722° N, 1,47472° W         | Schloss (Herrenhaus)    | |      |
| Herrenhaus La Cour Manoir de La Cour                                     | Saint-Martin-le-Hébert 49,50889° N, 1,61167° W     | Schloss (Herrenhaus)    | |      |
| Herrenhaus La Cour Manoir de la Cour                                     | Saint-Nicolas-de-Pierrepont 49,32917° N, 1,5925° W | Schloss (Herrenhaus)    | |      |
| Schloss La Cour de Soulles Ferme-manoir de la Cour de Soulles            | Soulles                                            | Schloss (Herrenhaus)    | |      |
| Herrenhaus Courcy Manoir de Courcy                                       | Carquebut                                          | Schloss (Herrenhaus)    | |      |
| Schloss Courcy Château de Courcy                                         | Fontenay-sur-Mer 49,49333° N, 1,31056° W           | Schloss                 | |      |
| Herrenhaus Coutainville Manoir de Coutainville                           | Agon-Coutainville 49,05361° N, 1,58778° W          | Schloss (Herrenhaus)    | |      |
| Herrenhaus La Crasvillerie Manoir de la Crasvillerie                     | Réville 49,63778° N, 1,25694° W                    | Schloss (Herrenhaus)    | |      |
| Schloss Crosville-sur-Douve Château de Crosville-sur-Douve               | Crosville-sur-Douve 49,38556° N, 1,48389° W        | Schloss                 | |      |
| Herrenhaus Le Cul-de-Fer Manoir du Cul-de-Fer                            | Flottemanville 49,46222° N, 1,46361° W             | Schloss (Herrenhaus)    | |      |
| Herrenhaus Desmaires Manoir Desmaires                                    | Saint-Sauveur-le-Vicomte 49,3639° N, 1,52167° W    | Schloss (Herrenhaus)    | |      |
| Burg Le Dick Château du Dick                                             | Portbail 49,36833° N, 1,66667° W                   | Burg (Festes Haus)      | |      |
| Herrenhaus Donville Manoir de Donville                                   | Méautis 49,29639° N, 1,2825° W                     | Schloss (Herrenhaus)    | |      |
| Herrenhaus La Dubosdière Manoir de la Dubosdière                         | Sainte-Geneviève                                   | Schloss (Herrenhaus)    | |      |
| Herrenhaus Dur-Écu Manoir de Dur-Écu                                     | La Hague 49,67667° N, 1,75611° W                   | Schloss (Herrenhaus)    | |      |
| Herrenhaus L’Épine Manoir de l'Épine (Maison de Denneville)              | Gatteville-le-Phare                                | Schloss (Herrenhaus)    | |      |
| Herrenhaus Escarboville Manoir d'Escarboville                            | La Pernelle 49,61056° N, 1,29556° W                | Schloss (Herrenhaus)    | |      |
| Burg Étienville Presbytère d'Étienville                                  | Étienville 49,37639° N, 1,43444° W                 | Burg                    | |      |
| Herrenhaus La Faucherie Manoir de la Faucherie                           | Le Mesnillard 48,62694° N, 1,08556° W              | Schloss (Herrenhaus)    | |      |
| Herrenhaus La Ferrière Manoir de la Ferrière                             | Foucarville 49,44833° N, 1,25417° W                | Schloss (Herrenhaus)    | |      |
| Schloss La Feuvrerie La Feuvrerie                                        | Clitourps                                          | Schloss                 | |      |
| Schloss Flamanville Château de Flamanville                               | Flamanville 49,52694° N, 1,87028° W                | Schloss                 | |      |
| Herrenhaus Les Fols Manoir des Fols                                      | Baudreville 49,3139° N, 1,62556° W                 | Schloss (Herrenhaus)    | |      |
| Herrenhaus Fontenay Manoir de Fontenay                                   | Clitourps 49,66° N, 1,3575° W                      | Schloss (Herrenhaus)    | |      |
| Herrenhaus Fontenay Château de Fontenay                                  | Saint-Marcouf 49,47722° N, 1,31972° W              | Schloss                 | Im April 1944 während der Bombardierung der Normandie durch Alliierte Luftstreitkräfte zerstört                                                                               |      |
| Schloss Fourneville Château de Fourneville                               | La Hague                                           | Schloss                 | |      |
| Herrenhaus Franquetot Manoir de Franquetot                               | Carquebut 49,37583° N, 1,30083° W                  | Schloss (Herrenhaus)    | |      |
| Schloss Franquetot Château de Franquetot                                 | Coigny 49,33222° N, 1,39278° W                     | Schloss                 | |      |
| Schloss Franqueville Château de Franqueville                             | Fontenay-sur-Mer 49,49806° N, 1,31611° W           | Schloss                 | |      |
| Schloss Les Fresnais Château des Fresnais                                | Saint-Sauveur-le-Vicomte                           | Schloss                 | |      |
| Schloss Les Galleries Château des Galleries                              | Bricquebec 49,47167° N, 1,63417° W                 | Schloss                 | |      |
| Schloss Ganne Château de Ganne                                           | La Haye-Pesnel                                     | Schloss                 | |      |
| Herrenhaus Garnetot Manoir de Garnetot                                   | Rauville-la-Place 49,38111° N, 1,50778° W          | Schloss (Herrenhaus)    | |      |
| Herrenhaus Gatteville Manoir de Gatteville                               | Gatteville-le-Phare                                | Schloss (Herrenhaus)    | |      |
| Herrenhaus La Gauguinerie Manoir de la Gauguinerie                       | Doville 49,33139° N, 1,535° W                      | Schloss (Herrenhaus)    | |      |
| Burg Gavray Château de Gavray                                            | Gavray 48,90583° N, 1,34944° W                     | Burg                    | Ruine |      |
| Schloss La Germonière Château de la Germonière                           | Le Vast 49,62111° N, 1,35889° W                    | Schloss                 | |      |
| Herrenhaus La Gioterie Manoir de la Gioterie                             | Tréauville 49,5275° N, 1,81306° W                  | Schloss (Herrenhaus)    | |      |
| Herrenhaus Golleville Manoir de Golleville                               | Golleville 49,44417° N, 1,51917° W                 | Schloss (Herrenhaus)    | |      |
| Schloss Gonneville Manoir de Gonneville                                  | Blainville-sur-Mer 49,07083° N, 1,585° W           | Schloss (Herrenhaus)    | |      |
| Schloss Gonneville Château de Gonneville                                 | Gonneville 49,63833° N, 1,46694° W                 | Schloss                 | |      |
| Schloss Gonneville Manoir de Gonneville                                  | Saint-Jacques-de-Néhou 49,4375° N, 1,64083° W      | Schloss (Herrenhaus)    | |      |
| Schloss La Gonnivière Château de la Gonnivière                           | Carentan-les-Marais                                | Schloss                 | |      |
| Herrenhaus Gouberville Manoir de Gouberville                             | Vicq-sur-Mer                                       | Schloss (Herrenhaus)    | |      |
| Schloss Gourbesville Le petit château de Gourbesville                    | Gourbesville 49,42194° N, 1,41083° W               | Schloss (Herrenhaus)    | |      |
| Herrenhaus Graffard Manoir de Graffard                                   | Barneville-Carteret 49,38833° N, 1,74472° W        | Schloss (Herrenhaus)    | |      |
| Schloss Grainteville Château de Grainteville                             | Clitourps 49,655° N, 1,36583° W                    | Schloss                 | |      |
| Schloss Granville Château de Grainville                                  | Granville 48,83° N, 1,56583° W                     | Schloss                 | |      |
| Herrenhaus Le Grand Manoir Le Grand Manoir                               | Cosqueville 49,69278° N, 1,40639° W                | Schloss (Herrenhaus)    | |      |
| Herrenhaus Le Grand Quartier Maison du Grand Quartier                    | Valognes 49,50611° N, 1,47056° W                   | Schloss (Herrenhaus)    | |      |
| Herrenhaus Le Grand Taute Manoir du Grand Taute                          | Saint-Sauveur-Lendelin 49,11667° N, 1,37528° W     | Schloss (Herrenhaus)    | |      |
| Schloss Grande Maison de Bricquebosq Grande Maison de Bricquebosq        | Bricquebosq 49,54333° N, 1,72944° W                | Schloss                 | |      |
| Schloss La Grande Maison La Grande Maison                                | Saussemesnil 49,56889° N, 1,45472° W               | Schloss (Herrenhaus)    | |      |
| Schloss Grandval Château de Grandval                                     | Neuville-au-Plain 49,43° N, 1,3306° W              | Schloss                 | |      |
| Schloss Gratot Château de Gratot                                         | Gratot 49,068056° N, 1,49° W                       | Schloss                 | Im 13. Jahrhundert als Wasserburg errichtet. In den folgenden Jahrhunderten mehrmals erweitert und zur Schlossanlage umgebaut. Seit dem 19. Jahrhundert allmählich verfallen. |      |
| Herrenhaus Grattechef Manoir de Grattechef                               | Lessay                                             | Schloss (Herrenhaus)    | |      |
| Pavillon de Grenneville                                                  | Crasville 49,55583° N, 1,31778° W                  | Schloss (Herrenhaus)    | |      |
| Herrenhaus La Guerrie Manoir de la Guerrie                               | Saint-Patrice-de-Claids 49,2325° N, 1,43222° W     | Schloss (Herrenhaus)    | |      |
| Herrenhaus Haubourg Manoir de Haubourg                                   | Saint-Côme-du-Mont 49,33167° N, 1,28417° W         | Schloss (Herrenhaus)    | |      |
| Herrenhaus Haudienville Manoir d'Haudienville                            | Sainte-Marie-du-Mont                               | Schloss (Herrenhaus)    | |      |
| Herrenhaus La Haule Manoir de la Haule                                   | Picauville 49,39278° N, 1,39417° W                 | Schloss (Herrenhaus)    | |      |
| Donjon von La Haye-du-Puits Château de La Haye-du-Puits                  | La Haye-du-Puits 49,29361° N, 1,5444° W            | Burg                    | Ruine |      |
| Priorat Héauville Prieuré d'Héauville                                    | Héauville                                          | Schloss (Herrenhaus)    | |      |
| Herrenhaus Héauville Manoir d'Héauville                                  | Héauville 49,57472° N, 1,79361° W                  | Schloss (Herrenhaus)    | |      |
| Schloss Hémevez Château d'Hémevez                                        | Hémevez                                            | Schloss                 | |      |
| Herrenhaus Herclat Manoir d'Herclat                                      | Néville-sur-Mer 49,68333° N, 1,3389° W             | Schloss (Herrenhaus)    | |      |
| Herrenhaus Hérenguerville Manoir d'Hérenguerville                        | Hérenguerville 48,97667° N, 1,49472° W             | Burg                    | |      |
| Herrenhaus Le Houguet Manoir du Houguet                                  | Réville 49,62806° N, 1,24694° W                    | Schloss (Herrenhaus)    | |      |
| Herrenhaus La Houssairie Manoir de la Houssairie                         | Tréauville 49,53667° N, 1,83583° W                 | Schloss (Herrenhaus)    | |      |
| Herrenhaus La Houssaye Manoir de la Houssaye                             | Sainte-Marie-du-Mont                               | Schloss (Herrenhaus)    | |      |
| Herrenhaus La Hurie Manoir de la Hurie                                   | Saint-Nicolas-de-Pierrepont 49,31056° N, 1,5944° W | Schloss (Herrenhaus)    | |      |
| Herrenhaus Inthéville Manoir d'Inthéville                                | Fermanville 49,68833° N, 1,4375° W                 | Schloss (Herrenhaus)    | |      |
| Schloss L’Isle-Marie Château de l'Isle-Marie                             | Picauville 49,36806° N, 1,35944° W                 | Schloss                 | |      |
| Schloss L’Islet Château de l'Islet (Château de Sainte-Marie-du-Mont)     | Sainte-Marie-du-Mont 49,37806° N, 1,22333° W       | Schloss                 | |      |
| Schloss Janville Château de Janville                                     | Vicq-sur-Mer                                       | Schloss                 | |      |
| Schloss Le Lude Château du Lude                                          | Saint-Sauveur-le-Vicomte                           | Schloss                 | |      |
| Herrenhaus La Madeleine Manoir de la Madeleine                           | Beaumont-Hague 49,66722° N, 1,83167° W             | Schloss (Herrenhaus)    | |      |
| Schloss Les Magneville Château des Magneville                            | La Haye-du-Puits 49,29306° N, 1,54528° W           | Schloss                 | |      |
| Herrenhaus Les Marais Manoir des Marais                                  | Hyenville 48,98528° N, 1,48917° W                  | Schloss (Herrenhaus)    | |      |
| Herrenhaus Le Marais Manoir du Marais                                    | Valcanville 49,6472° N, 1,31778° W                 | Schloss (Herrenhaus)    | |      |
| Herrenhaus Mardelle Manoir de Mardelle                                   | Sainte-Marie-du-Mont                               | Schloss (Herrenhaus)    | |      |
| Schloss La Mare Château de la Mare                                       | Cavigny 49,19333° N, 1,14° W                       | Schloss                 | |      |
| Schloss La Mare Château de la Mare                                       | Jullouville                                        | Schloss                 | |      |
| Burg Mariéville Château de Mariéville                                    | Beuzeville-au-Plain 49,4306° N, 1,28222° W         | Burg                    | |      |
| Schloss Martinvast Château de Martinvast                                 | Martinvast 49,58944° N, 1,65861° W                 | Schloss                 | |      |
| Schloss Les Matignon Château des Matignon                                | Torigni-sur-Vire 49,03389° N, 0,97889° W           | Schloss                 | |      |
| Herrenhaus Maupertus Manoir de Maupertus                                 | Maupertus-sur-Mer 49,65861° N, 1,48306° W          | Schloss (Herrenhaus)    | |      |
| Schloss Le Mesnil-au-Val Château Le Mesnil-au-Val                        | Le Mesnil-au-Val                                   | Schloss                 | |      |
| Herrenhaus Le Mesnil-Vitey Manoir du Mesnil-Vitey                        | Airel 49,2194° N, 1,08167° W                       | Schloss (Herrenhaus)    | |      |
| Schloss Le Mesnildot Château du Mesnildot                                | Le Ham 49,45139° N, 1,4175° W                      | Schloss                 | |      |
| Herrenhaus Mesnilgrand Manoir de Mesnilgrand                             | Yvetot-Bocage 49,49972° N, 1,50167° W              | Schloss (Herrenhaus)    | |      |
| Burg Méterville Château de Méterville                                    | Gorges 49,25389° N, 1,38944° W                     | Burg                    | |      |
| Herrenhaus Métot Manoir de Métot                                         | Tréauville 49,54667° N, 1,85778° W                 | Schloss (Herrenhaus)    | |      |
| Schloss Montfort Château de Montfort                                     | Remilly-sur-Lozon 49,1917° N, 1,27056° W           | Schloss                 | Ruine |      |
| Schloss Les Montgommery Château des Montgommery                          | Ducey-Les Chéris 48,62056° N, 1,29417° W           | Schloss                 | |      |
| Schloss Montgothier Logis de Montgothier                                 | Isigny-le-Buat 48,6389° N, 1,20639° W              | Schloss (Herrenhaus)    | |      |
| Herrenhaus La Motte Manoir de La Motte                                   | Angoville-sur-Ay 49,25806° N, 1,55444° W           | Schloss (Herrenhaus)    | |      |
| Herrenhaus La Moynerie Manoir de la Moynerie                             | Amfreville 49,40194° N, 1,415° W                   | Schloss (Herrenhaus)    | |      |
| Fort Nacqueville Fort de Nacqueville                                     | La Hague                                           | Burg (Fort)             | |      |
| Schloss Nacqueville Château de Nacqueville                               | La Hague 49,66222° N, 1,72306° W                   | Schloss                 | |      |
| Herrenhaus La Navette Manoir de la Navette                               | Flottemanville                                     | Schloss (Herrenhaus)    | |      |
| Burg Néhou Château de Néhou                                              | Néhou 49,42° N, 1,52917° W                         | Burg                    | |      |
| Schloss Olonde Château d'Olonde                                          | Canville-la-Rocque 49,34389° N, 1,65056° W         | Schloss                 | |      |
| Schloss Omonville-la-Folliot Château d'Omonville-la-Folliot              | Denneville 49,32917° N, 1,66° W                    | Schloss                 | |      |
| Herrenhaus Ourville Manoir d'Ourville                                    | La Pernelle 49,61417° N, 1,3225° W                 | Schloss (Herrenhaus)    | |      |
| Schloss La Paluelle Château de la Paluelle                               | Saint-James 48,52556° N, 1,31528° W                | Schloss                 | |      |
| Herrenhaus Le Parc Manoir du Parc                                        | Saint-Lô-d’Ourville 49,35056° N, 1,65167° W        | Schloss (Herrenhaus)    | |      |
| Schloss Parigny Château de Parigny                                       | Parigny 48,59222° N, 1,07944° W                    | Schloss                 | |      |
| Schloss Pépinvast Château de Pépinvast                                   | Le Vicel 49,62639° N, 1,33528° W                   | Schloss                 | |      |
| Schloss Picauville Prieuré de Picauville                                 | Picauville                                         | Schloss (Priorat)       | |      |
| Burg Pirou Château de Pirou                                              | Pirou 49,16139° N, 1,57361° W                      | Burg                    | Ruine |      |
| Schloss Plain-Marais Château de Plain-Marais                             | Beuzeville-la-Bastille 49,35306° N, 1,3722° W      | Burg                    | |      |
| Herrenhaus Le Plessis Manoir du Plessis                                  | Saussey 49,00806° N, 1,42306° W                    | Schloss (Herrenhaus)    | |      |
| Burg Le Plessis-Lastelle Motte du Plessis-Lastelle                       | Le Plessis-Lastelle                                | Burg (Motte)            | |      |
| Schloss Pont-Rilly Château de Pont-Rilly                                 | Négreville 49,51333° N, 1,54139° W                 | Schloss                 | |      |
| Herrenhaus Potrel Manoir de Potrel                                       | Dragey-Ronthon 48,71167° N, 1,50389° W             | Schloss (Herrenhaus)    | |      |
| Schloss Prétot Château de Prétot                                         | Prétot-Sainte-Suzanne 49,3222° N, 1,43111° W       | Schloss                 | |      |
| Schloss Querqueville Château de Querqueville                             | Querqueville 49,66083° N, 1,70056° W               | Schloss (Herrenhaus)    | |      |
| Herrenhaus Quettreville Manoir de Quettreville                           | Quettreville-sur-Sienne 48,97861° N, 1,47861° W    | Schloss (Herrenhaus)    | |      |
| Schloss Quinéville Château de Quinéville                                 | Quinéville 49,51028° N, 1,29694° W                 | Schloss                 | |      |
| Herrenhaus Rampan Manoir de Rampan                                       | Saint-Côme-du-Mont 49,33° N, 1,28111° W            | Schloss (Herrenhaus)    | |      |
| Schloss Les Ravalet Château des Ravalet                                  | Tourlaville 49,62972° N, 1,56667° W                | Schloss                 | |      |
| Schloss Ravenoville Château de Ravenoville                               | Ravenoville 49,45444° N, 1,27194° W                | Schloss                 | |      |
| Herrenhaus Les Réaux Manoir des Réaux                                    | Cambernon 49,09806° N, 1,39083° W                  | Schloss (Herrenhaus)    | |      |
| Burg Regnéville Château de Regnéville                                    | Regnéville-sur-Mer 49,0075° N, 1,55306° W          | Burg                    | Ruine |      |
| Schloss Réville Château de Réville                                       | Réville 49,61861° N, 1,26028° W                    | Schloss                 | |      |
| Burg La Rivière Château de la Rivière                                    | Saint-Fromond 49,245° N, 1,11556° W                | Burg                    | Ruine |      |
| Herrenhaus La Rivière Manoir de la Rivière                               | Sainte-Marie-du-Mont 49,40611° N, 1,21528° W       | Schloss (Herrenhaus)    | |      |
| Schloss La Roche-Tesson Château de la Roche-Tesson                       | La Colombe                                         | Schloss                 | |      |
| Schloss Rochemont Château de Rochemont                                   | Saussemesnil                                       | Schloss                 | |      |
| Schloss La Roque Château de la Roque                                     | Hébécrevon 49,13583° N, 1,18139° W                 | Schloss                 | |      |
| Herrenhaus Rotot Manoir de Rotot                                         | Morville 49,4722° N, 1,5083° W                     | Schloss (Herrenhaus)    | |      |
| Schloss Les Rousselières Château des Rousselières                        | Brucheville 49,37278° N, 1,21417° W                | Schloss (Herrenhaus)    | |      |
| Herrenhaus Le Rozel Manoir du Rozel                                      | Le Rozel 49,49° N, 1,8278° W                       | Schloss (Herrenhaus)    | |      |
| Schloss Les Ruettes Château des Ruettes                                  | Blainville-sur-Mer                                 | Schloss                 | |      |
| Burg Saint-Germain-sur-Sèves Château de Saint-Germain-sur-Sèves          | Saint-Germain-sur-Sèves 49,23167° N, 1,36639° W    | Burg                    | Ruine |      |
| Burg Saint-James Château de Saint-James                                  | Saint-James                                        | Burg                    | Abgegangen |      |
| Herrenhaus Saint-Marcouf Manoir de Saint-Marcouf                         | Pierreville 49,4725° N, 1,77167° W                 | Schloss (Herrenhaus)    | |      |
| Herrenhaus Saint-Ortaire Manoir de Saint-Ortaire                         | Le Dézert 49,19389° N, 1,1725° W                   | Schloss (Herrenhaus)    | |      |
| Burg Saint-Pair Château de Saint-Pair                                    | Saint-Pair-sur-Mer                                 | Burg                    | |      |
| Schloss Saint-Pierre-de-Semilly Château de Saint-Pierre-de-Semilly       | Saint-Pierre-de-Semilly 49,12167° N, 1,00389° W    | Schloss                 | |      |
| Schloss Saint-Pierre-Église Château de Saint-Pierre-Église               | Saint-Pierre-Église 49,66806° N, 1,4111° W         | Schloss                 | |      |
| Schloss Saint-Quentin-d’Elle Château de Saint-Quentin-d'Elle             | Bérigny 49,15194° N, 0,9472° W                     | Schloss                 | |      |
| Burg Saint-Sauveur-le-Vicomte Château de Saint-Sauveur-le-Vicomte        | Saint-Sauveur-le-Vicomte 49,38639° N, 1,52806° W   | Burg                    | Ruine |      |
| Schloss Saint-Symphorien-des-Monts Château de Saint-Symphorien-des-Monts | Saint-Symphorien-des-Monts 48,54333° N, 1,00056° W | Schloss                 | |      |
| Schloss Sainte-Marie Château de Sainte-Marie                             | Agneaux 49,12028° N, 1,12028° W                    | Schloss                 | |      |
| Schloss Sainte-Suzanne Château de Sainte-Suzanne                         | Prétot-Sainte-Suzanne 49,30778° N, 1,43333° W      | Schloss                 | |      |
| Herrenhaus La Sainte-Yverie Manoir de la Sainte-Yverie                   | Tamerville 49,55917° N, 1,45028° W                 | Schloss (Herrenhaus)    | |      |
| Herrenhaus Saussey Manoir de Saussey                                     | Saussey 49,01° N, 1,43194° W                       | Schloss (Herrenhaus)    | |      |
| Schloss Sébeville Château de Sébeville                                   | Sébeville 49,38667° N, 1,29° W                     | Schloss                 | |      |
| Schloss La Sémondière Château de la Sémondière                           | Brécey 48,73139° N, 1,1778° W                      | Schloss                 | |      |
| Schloss Servigny Château de Servigny                                     | Yvetot-Bocage 49,49778° N, 1,4972° W               | Schloss (Herrenhaus)    | |      |
| Schloss Sotteville Château de Sotteville                                 | Sotteville 49,5472° N, 1,75722° W                  | Schloss                 | |      |
| Herrenhaus Sigosville La Maison de Sigosville                            | Le Ham 49,4472° N, 1,40778° W                      | Schloss (Herrenhaus)    | |      |
| Herrenhaus Surville Manoir de Surville                                   | Ravenoville 49,46167° N, 1,27472° W                | Schloss (Herrenhaus)    | |      |
| Schloss Theurtheville La Maison de Theurtheville                         | Teurthéville-Bocage                                | Schloss (Herrenhaus)    | |      |
| Schloss Tocqueville Château de Tocqueville                               | Tocqueville 49,66694° N, 1,32944° W                | Schloss                 | |      |
| Schloss Torigni-sur-Vire Château de Torigni-sur-Vire                     | Torigni-sur-Vire                                   | Schloss                 | |      |
| Herrenhaus Les Tourelles Manoir des Tourelles                            | Gatteville-le-Phare 49,67306° N, 1,29972° W        | Schloss (Herrenhaus)    | |      |
| Herrenhaus Les Tourelles Manoir des Tourelles                            | Grosville 49,51° N, 1,74139° W                     | Schloss (Herrenhaus)    | |      |
| Herrenhaus Le Tourp Manoir du Tourp                                      | La Hague                                           | Schloss (Herrenhaus)    | |      |
| Schloss Le Tourps Château du Tourps                                      | Anneville-en-Saire 49,64306° N, 1,27028° W         | Schloss                 | |      |
| Motte Tourville Motte castrale de Tourville                              | Lestre 49,521486° N, 1,333268° W                   | Burg (Motte)            | Abgegangen |      |
| Schloss Tourville Château de Tourville                                   | Lestre 49,51861° N, 1,32917° W                     | Schloss (Herrenhaus)    | |      |
| Herrenhaus Toutfresville Manoir de Toutfresville                         | Vasteville 49,59083° N, 1,80028° W                 | Schloss (Herrenhaus)    | |      |
| Herrenhaus Tréauville Manoir de Tréauville                               | Tréauville 49,54056° N, 1,83694° W                 | Schloss (Herrenhaus)    | |      |
| Herrenhaus Urville Manoir d'Urville                                      | Urville 49,4528° N, 1,43972° W                     | Schloss (Herrenhaus)    | |      |
| Herrenhaus La Vacquerie Manoir de La Vacquerie                           | Teurthéville-Bocage 49,60194° N, 1,40361° W        | Schloss (Herrenhaus)    | |      |
| Herrenhaus Vains Manoir de Vains                                         | Picauville 49,39611° N, 1,39389° W                 | Schloss (Herrenhaus)    | |      |
| Herrenhaus Le Val Manoir du Val                                          | Brix                                               | Schloss (Herrenhaus)    | |      |
| Schloss Le Val Château du Val                                            | Chef-du-Pont 49,38278° N, 1,3528° W                | Schloss                 | |      |
| Schloss Valcanville Commanderie de Valcanville                           | Valcanville 49,64389° N, 1,32833° W                | Schloss (Herrenhaus)    | Kommanderie der Templer |      |
| Schloss La Valette Manoir de la Valette                                  | Tocqueville 49,66806° N, 1,32167° W                | Schloss (Herrenhaus)    | |      |
| Burg Valognes Château de Valognes                                        | Valognes 49,50778° N, 1,47028° W                   | Burg                    | Ruine |      |
| Schloss Vassy Château de Vassy (Schloss Le Logis)                        | Brécey 48,70917° N, 1,17056° W                     | Schloss                 | |      |
| Schloss La Vaucelle Château de la Vaucelle                               | Saint-Lô 49,11139° N, 1,10722° W                   | Schloss                 | |      |
| Herrenhaus Vaudreville Manoir de Vaudreville                             | Vaudreville 49,51917° N, 1,36167° W                | Schloss (Herrenhaus)    | |      |
| Herrenhaus Vauville Manoir de Vauville                                   | Fresville 49,4333° N, 1,3675° W                    | Schloss (Herrenhaus)    | |      |
| Herrenhaus Vauville Manoir de Vauville                                   | Vauville 49,63556° N, 1,84528° W                   | Schloss (Herrenhaus)    | |      |
| Herrenhaus La Vieille-Roquelle Manoir de la Vieille-Roquelle             | Saint-Jacques-de-Néhou 49,40611° N, 1,63278° W     | Schloss (Herrenhaus)    | |      |
| Herrenhaus La Vienville Manoir de la Vienville                           | Sainte-Marie-du-Mont                               | Schloss (Herrenhaus)    | |      |
| Schloss Vierville Château de Vierville                                   | Vierville 49,35861° N, 1,24583° W                  | Schloss                 | |      |